# Pereked
Pereked község Baranya vármegyében, a Pécsi járásban.

## Fekvése
Baranya vármegyében, Pécstől keletre fekvő település. Szomszédos községek: Északról Martonfa, északkeletről Szilágy, délkeletről Berkesd, délről Ellend nyugatról Romonya. Központján a Pécsváradtól Romonyáig húzódó, a 6544-es és 5611-es utakat összekötő 5609-es út vezet keresztül.

## Története
Pereked nevét 1015-ben említették először az oklevelek Perecud alakban írva. A pécsváradi apátság alapító levele szerint I. István király 1015-ben adta a monostornak. A 14. században is az apátság birtokának írták. 1333-ban papja  20, 1335-ben 10 báni pápai tizedet fizetett.
Temploma a török megszállásig plébániaközpont volt, Pereked ekkor hiteles eljárásra szóló megbízással rendelkezett, ami abban az időben igen nagy elismerésnek számított. 1543-ban Péccsel és Pécsváraddal együtt elfoglalták a törökök. A falu a török időkben is folyamatosan lakott magyar falu volt, a török adójegyzékben 10 adózó portával szerepelt, s a falunak kb. 200 lakosa volt ekkor. A 150 éves török uralom alatt temploma elpusztult.
A 18. század elején, a törökök kiűzése után a szomszédos községekkel együtt a berkesdi plébániához csatolták. A török előrenyomulást tulajdonképpen átvészelte, de tájszervező szerepkörét lassanként Berkesd vette át. Ekkor mindössze 9 jobbágycsalád élt a településen, mindnyájan földművesek. A 18. század közepén már 28 házban 28 család lakta a falut. Noha a 18. század második felében megjelentek itt a német anyanyelvű családok is, népességének többsége azóta is magyar. A következő században 1829-ben 455-re nőtt a lakosság létszáma, ekkor már iskolája, tanítója is volt a falunak. A történelem későbbi szakaszaiban jelentősebb szerepet már nem töltött be.
A tanácsrendszer időszakában a Berkesd Községi Közös Tanácshoz tartozó települések egyike volt, majd a rendszerváltást követően 2000-ig Szilággyal, Ellenddel és Berkesddel alkotott körjegyzőséget. 2000-től Bogáddal és Romonyával közös körjegyzőséget alkot, Romonya székhellyel.

## Közélete

### Polgármesterei
- 1990–1994: Grátz János (független)[3]
- 1994–1998: Gráz János (független)[4]
- 1998–2002: Náj József (független)[5]
- 2002–2006: Náj József (független)[6]
- 2006–2010: Náj József (független)[7]
- 2010–2014: Náj József (független)[8]
- 2014–2019: Náj József (független)[9]
- 2019–2024: Náj József (független)[10]
- 2024– : Náj József (független)[1]

## Népesség
A település népességének változása:
| Lakosok száma | 163  | 150  | 148  | 144  | 144  | 160  | 162  | 155  |
|               | 2013 | 2014 | 2015 | 2019 | 2021 | 2022 | 2023 | 2024 |

A 2011-es népszámlálás során a lakosok 88,1%-a magyarnak, 29% cigánynak, 23,9% németnek mondta magát (11,9% nem nyilatkozott; a kettős identitások miatt a végösszeg nagyobb lehet 100%-nál). A vallási megoszlás a következő volt: római katolikus 59,7%, református 6,3%, felekezeten kívüli 8% (26,1% nem nyilatkozott).
2022-ben a lakosság 86,9%-a vallotta magát magyarnak, 13,1% németnek, 6,9% cigánynak, 1,3% horvátnak, 0,6% románnak, 1,9% egyéb, nem hazai nemzetiségűnek (13,1% nem nyilatkozott; a kettős identitások miatt a végösszeg nagyobb lehet 100%-nál). Vallásuk szerint 35% volt római katolikus, 3,1% református, 0,6% evangélikus, 0,6% egyéb keresztény, 1,3% egyéb katolikus, 11,9% felekezeten kívüli (47,5% nem válaszolt).

## Nevezetességei
- Római katolikus templom és kálvária[13]
- Perekedi halastó